# Euphorbia iloitaii
Euphorbia iloitaii är en törelväxtart som beskrevs av Powys och Susan Carter. Euphorbia iloitaii ingår i släktet törlar, och familjen törelväxter.
Artens utbredningsområde är Kenya. Inga underarter finns listade i Catalogue of Life.